# Лахти, Кристин
Кристин Энн Лахти (англ. Christine Ann Lahti; род. 4 апреля 1950) — американская актриса и кинорежиссёр. За свою карьеру она выиграла премии «Оскар», «Эмми» и два «Золотых глобуса».
Лахти номинировалась на «Оскар» за лучшую женскую роль второго плана за фильм 1984 года «Дополнительная смена», а в 1996 году выиграла премию как режиссёр в категории «Лучший игровой короткометражный фильм». Она также номинировалась на «Золотой глобус» за основную роль в фильме 1988 года «Бег на месте». В 1990-х Лахти нашла успех на телевидении, снимаясь в сериале CBS «Надежда Чикаго» (1995—1999), который принес ей «Эмми» за лучшую женскую роль в драматическом телесериале в 1998 году. В общей сложности Лахти шесть раз номинировалась на «Эмми» и восемь раз на «Золотой глобус» и премию Гильдии актёров США.

## Биография
Кристин Лати родилась в Мичигане в семье хирурга и домохозяйки. Её предки были родом из Финляндии, а её фамилия, в переводе с финского, означает «залив» или «бухта», а также в Финляндии находится город с таким же названием.
Лахти изучала изобразительные искусства в Университете Флориды, а затем драму в Мичиганском университете, после окончания которого некоторое время гастролировала по Европе с труппой артистов пантомимы. После возвращения в США она поселилась в Нью-Йорке, где первое время работала официанткой, а также брала уроки актёрского мастерства в знаменитой школе HB Studio у Уты Хаген.
На киноэкранах Кристин Лахти дебютировала в 1979 году в фильме «Правосудие для всех» с Аль Пачино в главной роли. В 1983 году актриса выла замуж за телевизионного режиссёра Томаса Шламме. После рождения троих детей Лахти стала довольно редко принимать предложения на съёмки, выбирая лишь интересные её самой работы, пусть даже и в незначительных картинах, а большую часть времени уделяла семье.
В 1984 году Лахти стала номинанткой на «Оскар» за свою роль в драме «Дополнительная смена». Премии киноакадемии она в дальнейшем всё же удостоилась, но не в актёрской номинации, а за лучший короткометражный игровой фильм — «Влюбленный Лейберман» в 1995 году, где она выступила как режиссёр и как актриса.
С конца 1980-х Лахти стала активна на телевидении, где роль в медицинской драме «Надежда Чикаго» принесла ей в 1998 году премии «Эмми» и «Золотой глобус» в номинациях лучшая актриса в драматическом сериале.
В 2001 году Лахти выступила в качестве режиссёра полнометражного художественного фильма «Мой первый мужчина» с Лили Собески и Альбертом Бруксом в главных ролях.
В последнее десятилетие актриса снималась в основном на телевидении и в независимом кино, а также стала проявлять активность в политике.

## Фильмография
| Год       |     | Русское название                    | Оригинальное название                     | Роль                        |
| --------- | --- | ----------------------------------- | ----------------------------------------- | --------------------------- |
| 1978      | тф  | Доктор Скорпион                     | Dr. Scorpion                              | Таня Рестон                 |
| 1978      | тф  | Последний арендатор                 | The Last Tenant                           | Кэрол                       |
| 1978      | с   | Шоу Харви Кормана                   | The Harvey Korman Show                    | Мэгги Кавана                |
| 1979      | ф   | Правосудие для всех                 | ...And Justice for All                    | Гейл Пэкер                  |
| 1980      | тф  | Монстр Хендерсон                    | The Henderson Monster                     | доктор Луиза Казимир        |
| 1981      | с   | Уолкотт                             | Wolcott                                   | Мелинда Марин               |
| 1981      | ф   | Чья это жизнь, в конце концов?      | Whose Life Is It Anyway?                  | доктор Клэр Скотт           |
| 1982      | тф  | Песнь палача                        | The Executioner's Song                    | Брэнда Никол                |
| 1982      | ф   | Начисто                             | Ladies and Gentlemen, the Fabulous Stains | тётя Линда                  |
| 1984      | ф   | Дополнительная смена                | Swing Shift                               | Хейзел                      |
| 1984      | тф  | Одинокие бары, одинокие женщины     | Single Bars, Single Women                 | Элси                        |
| 1985      | тф  | Любовь живет                        | Love Lives On                             | Мэрилин                     |
| 1986      | ф   | Цветок пустыни                      | Desert Bloom                              | Роза Чисмур                 |
| 1986      | ф   | Только между друзьями               | Just Between Friends                      | Сэнди Данлеп                |
| 1987      | с   | Американский театр                  | American Playhouse                        | Кэтлин Морган               |
| 1987      | мтф | Америка                             | Amerika                                   | Алетея Милфорд              |
| 1987      | ф   | Хозяйство                           | Housekeeping                              | Сильви                      |
| 1988      | ф   | Бег на месте                        | Running on Empty                          | Анни Поуп                   |
| 1989      | ф   | Мисс Фейерверк                      | Miss Firecracker                          | Клара Арчер                 |
| 1989      | ф   | Курс анатомии                       | Gross Anatomy                             | доктор Рейчел Вудрафф       |
| 1989      | тф  | Бездомные                           | No Place Like Home                        | Зан Купер                   |
| 1990      | ф   | Странная штука – любовь             | Funny About Love                          | Мэг Ллойд Бергман           |
| 1991      | ф   | Доктор                              | The Doctor                                | Энн МакКи                   |
| 1991      | тф  | Сумасшедшая сердцем                 | Crazy from the Heart                      | Шарлотта Бэйн               |
| 1992      | ф   | Побег из Нормала                    | Leaving Normal                            | Дарли                       |
| 1992      | тф  | Страх внутри                        | The Fear Inside                           | Мередит Коул                |
| 1992      | тф  | Хороший бой                         | The Good Fight                            | Грейс Краген                |
| 1994      | с   | Фрейзер                             | Frasier                                   | Лаура                       |
| 1995      | ф   | Убежище                             | Hideaway                                  | Линдси Харрисон             |
| 1995      | тф  | Четыре бриллианта                   | The Four Diamonds                         | доктор Берк                 |
| 1995      | кор | Влюбленный Лейберман                | Lieberman in Love                         | Шалин                       |
| 1995—1999 | с   | Надежда Чикаго                      | Chicago Hope                              | доктор Кэтрин Остин         |
| 1996      | ф   | Журавль в небе                      | Pie in the Sky                            | Руби                        |
| 1996      | тф  | Уикенд на природе                   | A Weekend in the Country                  | Рут Оукли                   |
| 1997      | тф  | Не прислоняться                     | SUBWAYStories: Tales from the Underground | девушка                     |
| 1997      | тф  | Надежда                             | Hope                                      | Эмма Перси                  |
| 1998      | с   | Эллен                               | Ellen                                     | Ellen Screen Test           |
| 1999      | ф   | День суда: История Элли Нэслер      | Judgment Day: The Ellie Nesler Story      | Элли Нэслер                 |
| 2000      | тф  | Американская дочь                   | An American Daughter                      | Лисса Дент Хьюз             |
| 2001      | ф   | Мой первый мужчина                  | My First Mister                           | Молл Патрон                 |
| 2001      | с   | Элли Макбил                         | Ally McBeal                               | Сидни Гейл                  |
| 2002      | тф  | Жена пилота                         | The Pilot's Wife                          | Кэтрин Лайонс               |
| 2002      | тф  | Женщины против мужчин               | Women vs. Men                             | Дана                        |
| 2003      | тф  | Открытый дом                        | Open House                                | Саманта Морроу              |
| 2003      | тф  | Из пепла                            | Out of the Ashes                          | Гизелла Перл                |
| 2004      | тф  | Книга Рут                           | The Book of Ruth                          | Мэйлин                      |
| 2004      | тф  | Месть женщины средних лет           | Revenge of the Middle-Aged Woman          | Роза                        |
| 2004—2005 | с   | Джек и Бобби                        | Jack & Bobby                              | профессор Грэйс МакКалистер |
| 2006      | с   | Студия 60 на Сансет-Стрип           | Studio 60 on the Sunset Strip             | Марта О'Делл                |
| 2008      | ф   | Умники                              | Smart People                              | Нэнси                       |
| 2008      | ф   | Йонкерс Джо                         | Yonkers Joe                               | Джанис                      |
| 2009      | тф  | Инструкция по эксплуатации          | Operating Instructions                    | Хелен Келлер                |
| 2009      | ф   | Одержимость                         | Obsessed                                  | Риз                         |
| 2009      | с   | Чистильщик                          | The Cleaner                               | Гейл Нэтансон               |
| 2009—2011 | с   | Закон и порядок: Специальный корпус | Law & Order: Special Victims Unit         | Соня Пэкстон                |
| 2010      | ф   | Уроки полета                        | Flying Lessons                            | Кэролайн Конвей             |
| 2011      | ф   | Путь назад                          | Touchback                                 | Тельма                      |
| 2011      | тф  | Доктор                              | The Doctor                                | Эмили Кэмпбелл              |
| 2012      | в   | 8                                   | 8                                         | Крис Перри                  |
| 2012      | ф   | Петуния                             | Petunia                                   | Фелиция Петуния             |
| 2012—2013 | с   | Гавайи 5.0                          | Hawaii Five-0                             | Дорис МакГаррет             |
| 2013      | тф  | Полицейский из Беверли-Хиллз        | Beverly Hills Cop                         | Хелен                       |
| 2013      | ф   | От ненависти до любви               | Hateship Loveship                         | Эйлин                       |
| 2014      | ф   | Мания дней                          | Mania Days                                | Сара                        |
| 2015      | ф   | Безопасное освещение                | Safelight                                 | Пег                         |
| 2015      | ф   | Шаги                                | The Steps                                 | Шерри                       |
| 2019—2024 | с   | Зло                                 | Evil                                      | Шерил Лурия                 |

## Награды
- Оскар 1995 — «Лучший короткометражный игровой фильм» («Влюбленный Лейберман»)
- Золотой глобус 1989 — «Лучшая актриса в мини-сериале или телефильме» («Бездомные»)
- Золотой глобус 1997 — «Лучшая актриса в драматическом сериале» («Надежда Чикаго»)
- Эмми 1998 — «Лучшая актриса в драматическом сериале» («Надежда Чикаго»)